# Peter Sagan
Peter Sagan (IPA: [ˈpeter ˈsaɡan]; Žilina, 26 gennaio 1990) è un ex ciclista su strada, ex mountain biker ed ex ciclocrossista slovacco.
Soprannominato Tourminator, Hulk e Peter il Grande, professionista dal 2009 al 2022, Sagan era un corridore completo nelle corse in linea di un giorno: forte sul passo, capace di vincere in volata e con azioni da finisseur; per queste qualità, unite alla sua esuberanza in gara, è stato considerato, nelle gare in linea, uno dei migliori ciclisti della sua generazione.
Campione del mondo in linea nel 2015, 2016 e 2017 — primo corridore della storia a vincere tre Mondiali consecutivi — nonché europeo nel 2016, in carriera ha vinto un totale di 121 corse, tra cui un'edizione della E3 Harelbeke (nel 2014), tre della Gand-Wevelgem (nel 2013, 2016 e 2018), una del Giro delle Fiandre (nel 2016) e una della Parigi-Roubaix (nel 2018). Oltre a ciò si aggiungono anche dodici tappe e sette classifiche a punti (dal 2012 al 2019, eccetto il 2017) al Tour de France, quattro tappe alla Vuelta a España, due tappe e una classifica a punti al Giro d'Italia, e la classifica finale dell'UCI World Tour 2016.

## Biografia
È fratello minore di Juraj Sagan, anch'egli ciclista professionista. Dall'11 novembre 2015 sposato con Katarina Smolková, da cui ha avuto un figlio, Marlon, nato il 25 ottobre 2017. A sorpresa, durante il Tour de France 2018, Peter comunica tramite i social la separazione dalla moglie.
È cattolico praticante, e nel 2016 ha incontrato anche Papa Francesco.

## Carriera

### I primi anni e il debutto nel professionismo
Sagan comincia a pedalare all'età di nove anni. Trascorre la carriera agonistica giovanile prevalentemente nella mountain bike, specialità nella quale, tra gli juniores, ottiene importanti risultati: in particolare nel 2008 si aggiudica tutti i campionati di categoria, nazionale, europeo e mondiale. Passato stabilmente al ciclismo su strada nel 2009, accede alle gare per professionisti con la formazione Continental slovacca Dukla Trenčín Merida; nello stesso anno partecipa con la sua nazionale ai campionati europei nella categoria Under-23, classificandosi decimo nella prova in linea.
Per la stagione 2010 viene ingaggiato dal ProTeam italiano Liquigas-Doimo. Con la nuova squadra si mette subito in evidenza: in marzo, alla Parigi-Nizza, è secondo nella seconda tappa, imponendosi poi nella terza e nella quinta frazione, oltre a conquistare la classifica a punti della gara. In aprile partecipa al Tour de Romandie: nel prologo è secondo a 1" dal bergamasco Marco Pinotti, vince poi la prima tappa e conquista la maglia di leader della generale, perdendola due giorni dopo; nella quarta tappa è infine secondo a 13" dal vincitore sloveno Simon Špilak. In classifica generale conclude fuori dai primi dieci, ad oltre 2' dallo stesso Špilak.
In maggio partecipa al Tour of California vincendo la quinta e la sesta frazione nonché la classifica a punti e quella dei giovani, mentre nel finale di stagione ottiene diversi piazzamenti in corse da un giorno: è infatti settimo al Grand Prix de Ouest-France e secondo al Grand Prix Cycliste de Montréal, entrambe gare inserite nel calendario mondiale UCI, ma anche secondo al Giro del Veneto (battuto dal compagno di squadra trentino Daniel Oss) e quarto al Giro di Romagna. Conclude la stagione con cinque successi all'attivo.

### 2011-2012: le vittorie alla Vuelta e la maglia verde al Tour

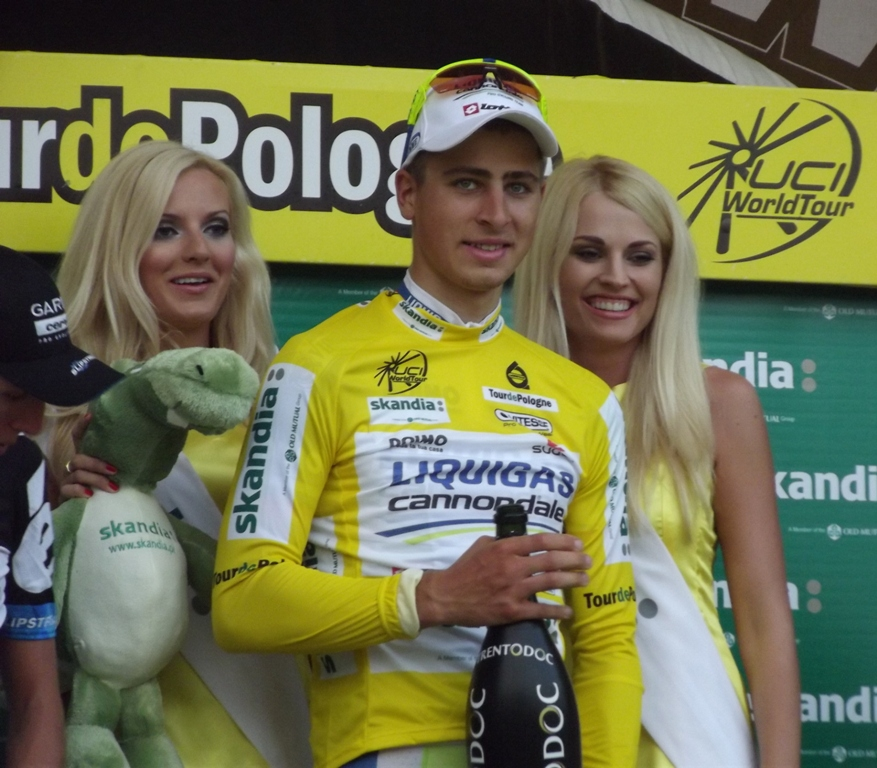
Sagan premiato in maglia di leader al Tour de Pologne 2011, da lui vinto.

Nei primi mesi del 2011 si aggiudica il Giro di Sardegna, dopo aver vinto anche la prima, la terza e la quarta frazione della corsa. Nel mese di giugno partecipa al Tour de Suisse, gara in cui vince due tappe: nella terza batte in una volata a due il veneto Damiano Cunego, nell'ottava supera invece il norvegese campione del mondo 2010 Thor Hushovd e l'australiano Matthew Goss in una volata di gruppo. Nello stesso mese diventa campione nazionale in linea. Ad agosto si aggiudica il Tour de Pologne, gara World Tour, facendo sue anche la quarta e la quinta tappa. La vittoria della classifica generale arriva all'ultima frazione, grazie agli abbuoni conquistati con il secondo posto nella volata finale, con i quali scalza il precedente leader irlandese Daniel Martin. Partecipa poi alla Vuelta a España vincendo ben tre frazioni: la sesta, la dodicesima e quella conclusiva, la consueta "passerella" sulle strade di Madrid. Termina l'annata con quindici successi all'attivo, l'ultimo al Gran Premio Industria e Commercio di Prato.
Inizia il 2012 con ambizioni importanti in vista delle Olimpiadi di Londra. Comincia la preparazione atletica con il Tour of Qatar, ottenendo il primo successo stagionale nella seconda tappa del Tour of Oman. In marzo vince la quarta tappa della Tirreno-Adriatico battendo il ceco Roman Kreuziger e il siciliano Vincenzo Nibali, suo compagno di squadra. Dopo il quarto posto alla Milano-Sanremo e il secondo alla Gand-Wevelgem, vince la prima tappa della Driedaagse De Panne - Koksijde; è poi ancora protagonista nelle classiche, al Giro delle Fiandre, dove si piazza quinto, e all'Amstel Gold Race, dove coglie il terzo posto in volata alle spalle del friulano Enrico Gasparotto e del belga Jelle Vanendert.

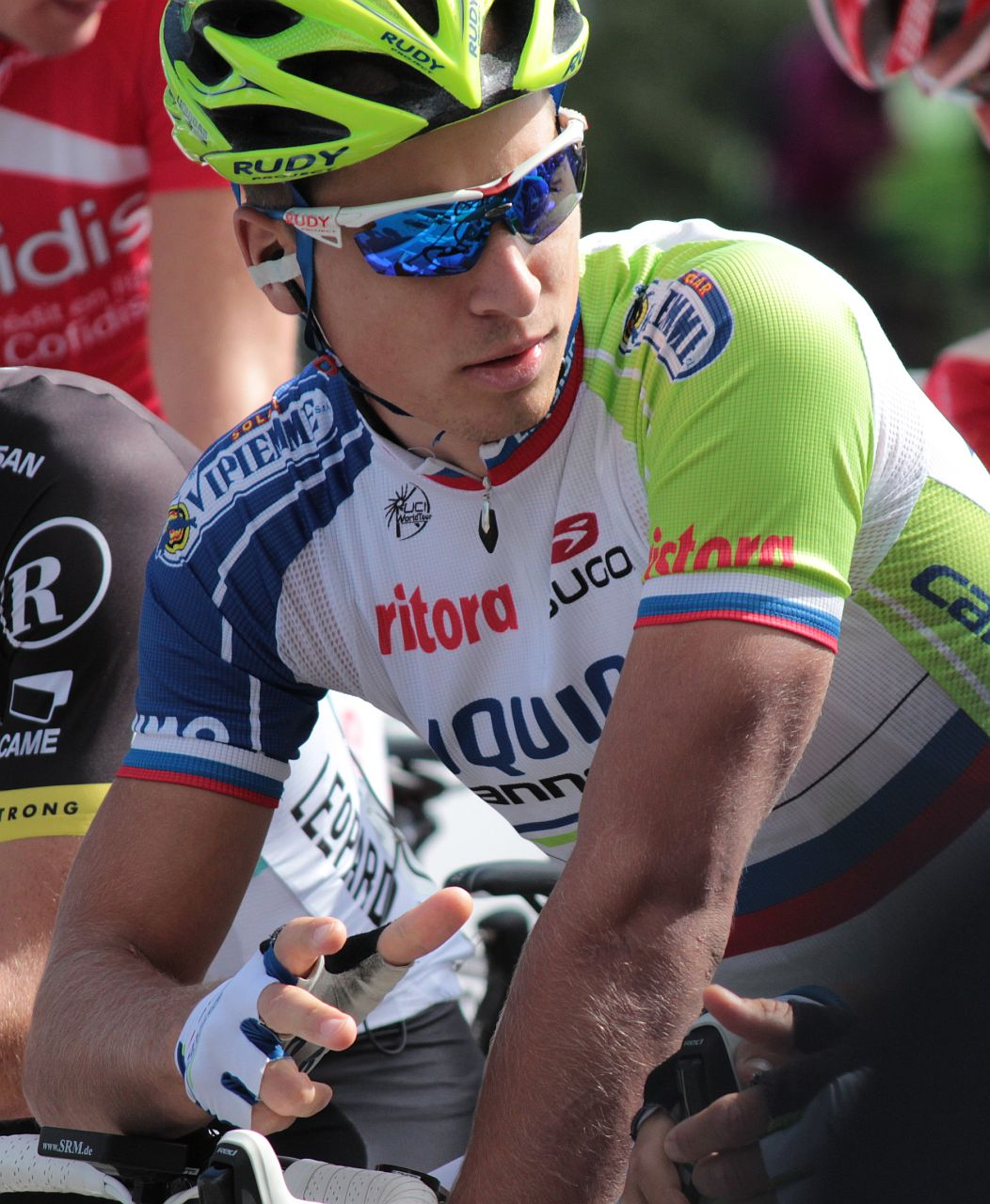
Un giovane Sagan al Grand Prix Cycliste de Montréal 2012.

In maggio partecipa al Tour of California aggiudicandosi cinque delle otto tappe, dominando anche la classifica a punti. Nel mese successivo vince quindi la cronometro del Tour de Suisse davanti allo specialista elvetico Fabian Cancellara; porta a casa, successivamente, anche le vittorie nella terza, nella quarta e nella sesta frazione della competizione elvetica. In luglio, dopo essersi laureato campione nazionale in linea, partecipa per la prima volta al Tour de France. Alla Grande Boucle si aggiudica, staccando il gruppo sugli strappi conclusivi, la prima e la terza frazione, e poi, con una volata di gruppo, la sesta tappa; fa sua anche la maglia verde della classifica a punti, dopo averla vestita per diciannove giorni consecutivi. Nel prosieguo di stagione non ottiene più vittorie, chiudendo il 2012 a quota sedici trionfi.

### 2013: i risultati nelle classiche e la seconda maglia verde al Tour
Vestendo la divisa della nuova Cannondale (ex Liquigas), Peter Sagan apre la stagione 2013 con i successi nella seconda e terza tappa al Tour of Oman. Rientrato in Europa, tra febbraio e marzo vince il Gran Premio Città di Camaiore e le frazioni di Narni Scalo e Porto Sant'Elpidio della Tirreno-Adriatico, terminando secondo alle Strade Bianche; chiude ancora in seconda piazza alla Milano-Sanremo, battuto sul traguardo dal tedesco Gerald Ciolek dopo una lunga volata. Cinque giorni dopo è secondo anche alla E3 Harelbeke, mentre il 24 marzo si aggiudica in solitaria la prima classica della sua carriera, la Gand-Wevelgem; due giorni più tardi si impone anche nella prima tappa della Driedaagse De Panne - Koksijde. Nel fine settimana successivo si classifica quindi secondo al Giro delle Fiandre, dopo essere stato staccato sull'ultimo muro dallo svizzero Cancellara, poi vincitore. Vince in seguito la Freccia del Brabante.

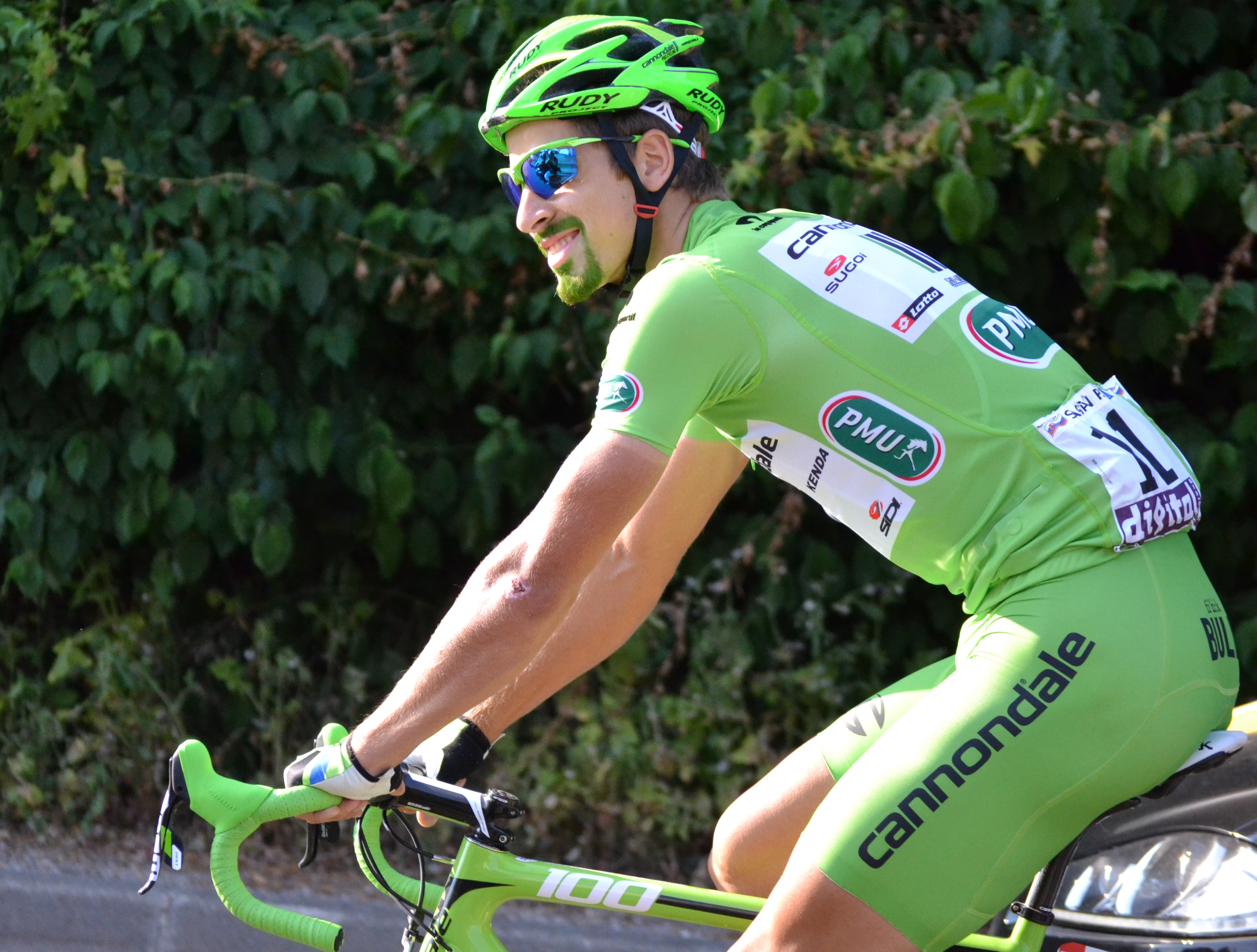
Sagan in maglia verde al Tour de France 2013.

Tra maggio e giugno consegue vittorie nella terza e nell'ottava tappa del Tour of California e nelle frazioni di Meiringen e Bad Ragaz al Tour de Suisse, riconfermandosi campione nazionale in linea. In luglio partecipa per la seconda volta al Tour de France, dove ottiene diversi piazzamenti di tappa (quattro secondi e due terzi posti) e un successo parziale, in volata ad Albi nella settima frazione; questi risultati gli consentono di far nuovamente sua la maglia verde della classifica a punti, da lui indossata in questa edizione della Grande Boucle per diciotto tappe consecutive. Successivamente gareggia in Nord America, cogliendo altre otto vittorie: quattro tappe alla USA Pro Cycling Challenge in Colorado, tre al Tour of Alberta e il trionfo nel Grand Prix Cycliste de Montréal. A fine stagione è anche al via dei campionati del mondo di Firenze, dove si classifica sesto nella prova in linea. Termina il 2013 con ventidue successi all'attivo e le vittorie nelle classifiche a punti di cinque diverse gare a tappe.

### 2014: la terza maglia verde al Tour
Apre la stagione 2014 fuori dall'Europa, con alcuni piazzamenti di tappa al Tour de San Luis e al Dubai Tour e una vittoria al Tour of Oman. Coglie quindi il secondo posto alla Strade Bianche, il successo nella tappa di Arezzo alla Tirreno-Adriatico e il decimo posto alla Milano-Sanremo. Nelle successive gare del Nord è in evidenza: vince la E3 Harelbeke, e si classifica poi terzo alla Gand-Wevelgem, ottenendo anche una vittoria di tappa alla Driedaagse De Panne - Koksijde. Nelle due classiche monumento seguenti, il Giro delle Fiandre e la Parigi-Roubaix, pur partendo da favorito, non riesce a salire sul podio, chiudendo le manifestazioni rispettivamente sedicesimo e sesto.
Tra maggio e giugno, in preparazione al Tour de France, vince una frazione al Tour of California e una al Tour de Suisse, aggiudicandosi anche, per il quarto anno consecutivo, il titolo di campione nazionale in linea. Al seguente Tour de France Sagan è nuovamente protagonista: veste la maglia verde per venti tappe e si aggiudica per la terza volta consecutiva la classifica a punti, con quattro secondi, un terzo e tre quarti posti, ma senza ottenere successi di tappa. Concluso il Tour, in agosto viene ufficializzato il suo trasferimento al team russo Tinkoff-Saxo a partire dalla stagione 2015. Fortemente voluto dal patron russo Oleg Tinkov, Sagan firma un contratto triennale: lo seguono nella nuova squadra anche il fratello Juraj e il polacco Maciej Bodnar, già suoi compagni di squadra alla Cannondale. Dopo aver preso parte alla Vuelta a España, dove ottiene scarsi risultati prima del ritiro, partecipa al campionato del mondo di Ponferrada ma conclude solamente al 43º posto la prova in linea, non riuscendo a restare con i migliori.

### 2015: la quarta maglia verde e il titolo mondiale

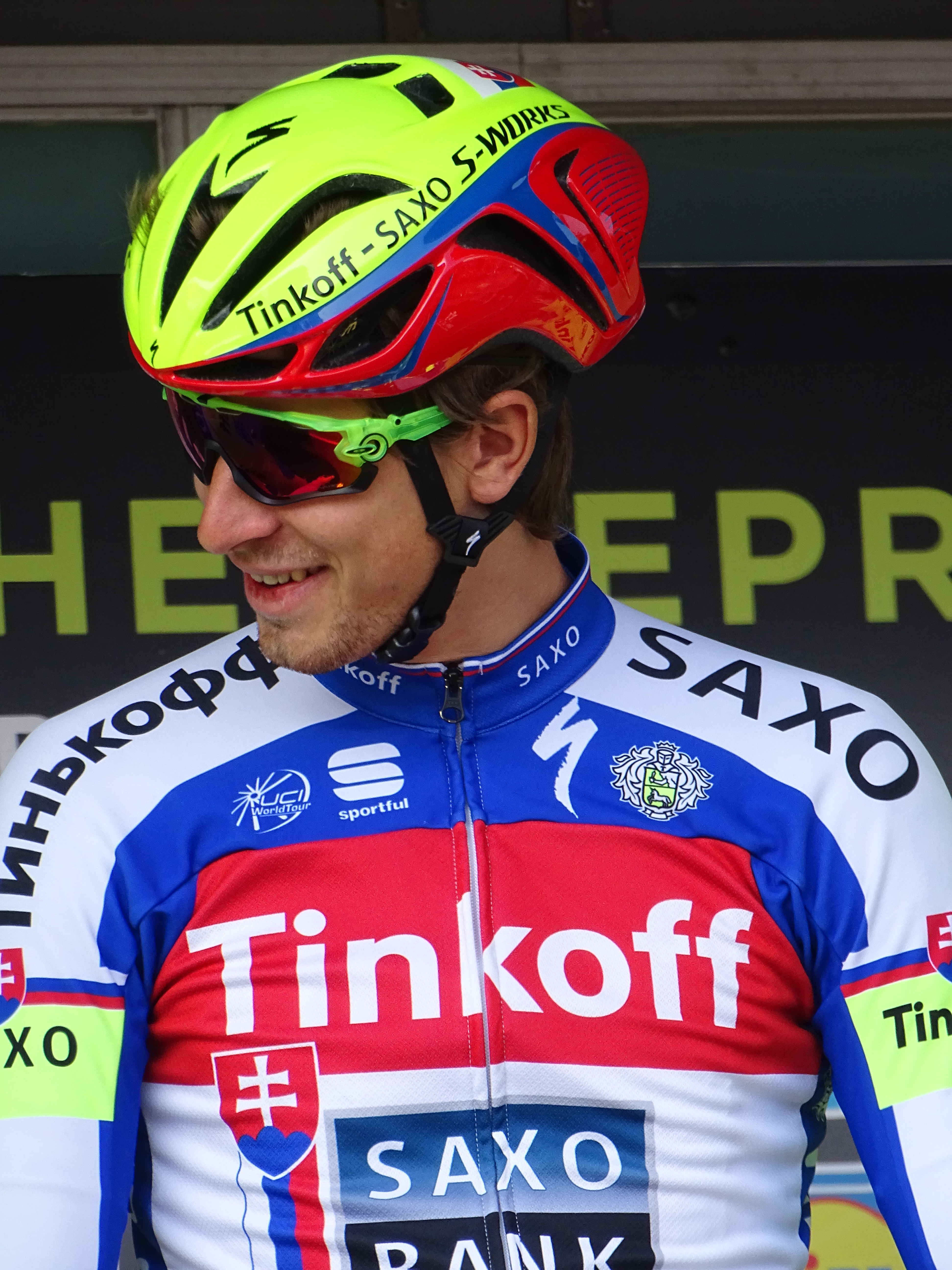
Sagan allo Scheldeprijs 2015.

Debutta con la Tinkoff-Saxo al Tour of Qatar dove si piazza due volte secondo e quattro volte terzo. Pochi giorni dopo al Tour of Oman coglie due quinti e un settimo posto. In preparazione alla Milano-Sanremo partecipa alle Strade Bianche e alla Tirreno-Adriatico, corsa nella quale, dopo una serie di piazzamenti, ritrova il successo dopo nove mesi nella sesta tappa con arrivo a Porto Sant'Elpidio, facendo sua anche la classifica a punti; nella Classicissima, tuttavia, si piazza solo quarto. Inizia le classiche del nord giungendo lontano dai migliori all'E3 Harelbeke, staccandosi a pochi chilometri dal traguardo, mentre alla Gand-Wevelgem è decimo. Si piazza quarto anche al Giro delle Fiandre, pur rendendosi protagonista di un attacco sull'ultimo muro, assieme al belga Greg Van Avermaet, non riuscendo però a riprendere i fuggitivi Alexander Kristoff, norvegese, e Niki Terpstra, olandese. Una settimana più tardi è solo 23º alla Parigi-Roubaix.
Nel mese di maggio vince il Tour of California, aggiudicandosi anche la quarta tappa in volata e la cronometro della sesta. A giugno è ancora protagonista al Tour de Suisse, dove si aggiudica in volata la terza e la sesta frazione; così facendo raggiunge il record assoluto di vittorie nella corsa elvetica, eguagliando con undici affermazioni gli svizzeri Hugo Koblet e Ferdi Kübler. A fine mese si laurea per la prima volta campione nazionale a cronometro e per la quinta volta consecutiva campione in linea.
Al Tour de France ottiene cinque secondi, due terzi e due quarti posti parziali; ciò nonostante non riesce a vincere neanche una tappa, ma grazie ai numerosi piazzamenti si impone per la quarta volta consecutiva nella classifica della maglia verde.
A fine agosto partecipa alla Vuelta a España in preparazione ai campionati del mondo di Richmond. Nella corsa spagnola vince in volata la terza tappa, precedendo il francese Nacer Bouhanni e il tedesco John Degenkolb; successivamente, nei chilometri finali dell'ottava tappa, cade malamente tamponato da una moto: riesce a concludere la tappa, ma il giorno dopo non prende il via, ritirandosi dalla corsa. Il 27 settembre a Richmond si laurea campione del mondo in linea: partito con i favori del pronostico, ma con soli due compagni di nazionale al suo fianco, riesce a scattare e distanziare gli avversari sul penultimo strappo a 2,7 km dalla conclusione, resistendo al ritorno degli inseguitori e diventando così il primo ciclista slovacco a vincere un Mondiale su strada. Chiude la stagione con due secondi posti parziali all'Abu Dhabi Tour.

### 2016: il Fiandre, il titolo europeo e il bis iridato

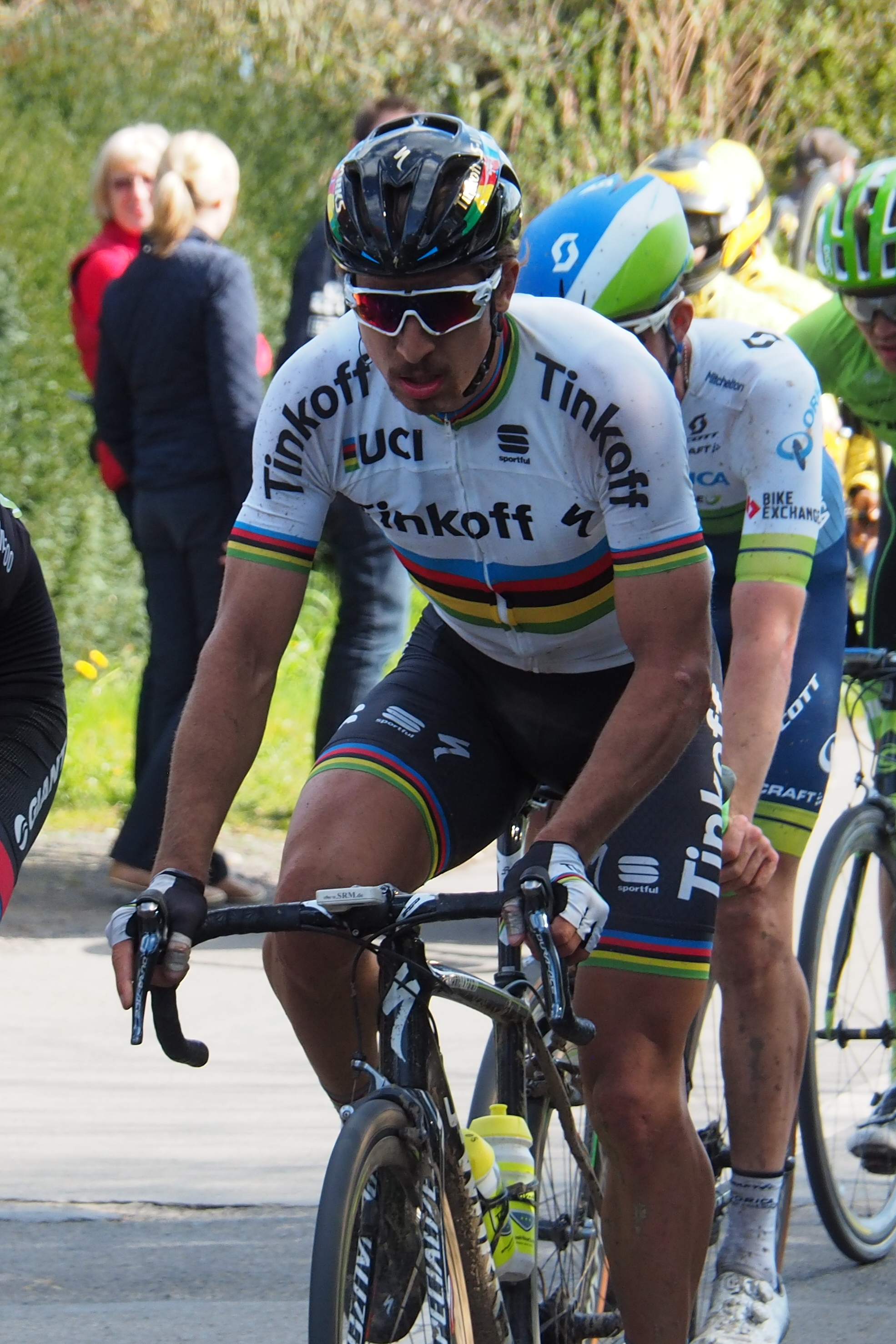
Sagan in azione alla Parigi-Roubaix 2016.

Apre la nuova stagione con la rinominata Tinkoff in Argentina al Tour de San Luis, piazzandosi al secondo posto nella seconda tappa alle spalle del colombiano Fernando Gaviria. Ottiene quindi altri cinque secondi posti – all'Omloop Het Nieuwsblad, in due tappe e nella classifica finale della Tirreno-Adriatico e all'E3 Harelbeke – senza ottenere successi, sbloccandosi il 27 marzo nella Gand-Wevelgem: grazie alla vittoria diventa il secondo ciclista in grado di vincere la classica belga in maglia iridata dopo il belga Rik Van Looy nel 1962, passando allo stesso tempo al comando della classifica dell'UCI World Tour. Qualche giorno dopo mette in bacheca la sua prima classica monumento, trionfando in solitaria nel centesimo Giro delle Fiandre: dopo aver attaccato a più di 30 km dal traguardo assieme a un gruppetto, lo slovacco incrementa il proprio vantaggio sull'Oude Kwaremont, resistendo al ritorno di Cancellara sul Paterberg e staccando i compagni di fuga. Conclude le classiche del Nord con buon 11º posto alla Parigi-Roubaix.
Tornato alle corse al Tour of California, si aggiudica la prima e la quarta frazione. È di nuovo competitivo al Tour de Suisse, conquistando in volata la frazione di Baar — attestandosi come primatista assoluto di vittorie della corsa elvetica — e, con una bella azione, la seguente tappa di Rheinfelden: nell'occasione si rende protagonista di un attacco solitario su un tratto in salita a 13 km dall'arrivo, riuscendo a ricongiungersi con i battistrada elvetici Silvan Dillier e Michael Albasini, per poi batterli entrambi in volata.

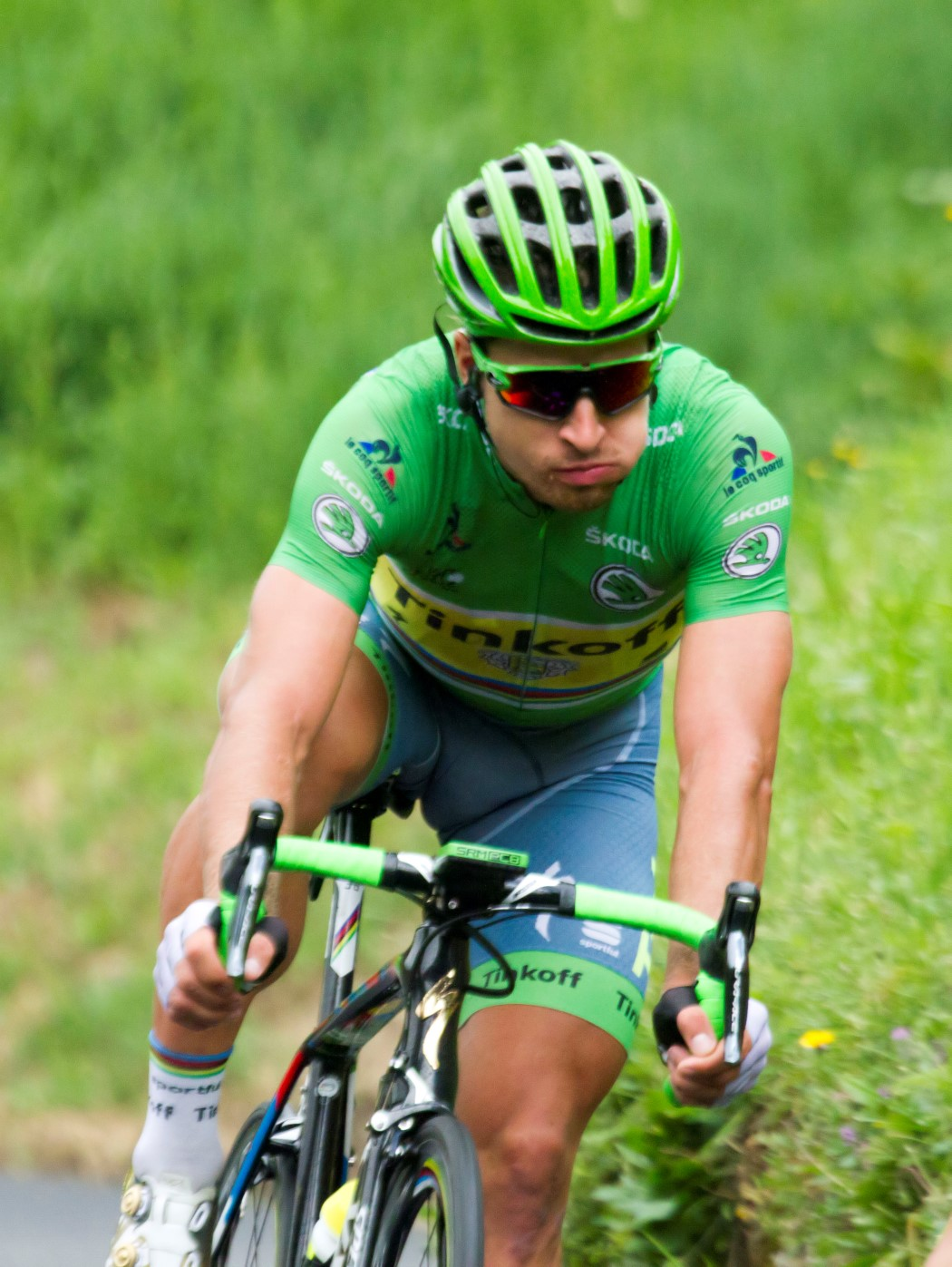
Sagan in azione con la maglia verde al Tour de France 2016.

Al Tour de France riesce a conquistare tre tappe: la seconda in una volata in leggera salita, al termine della quale veste anche per la prima volta in carriera la maglia gialla (che conserverà per tre frazioni); l'undicesima, con un attacco a circa 12 km dal traguardo assieme al compagno di team Bodnar, al britannico Chris Froome, leader della corsa, e al gallese Geraint Thomas per poi precederli in volata, e la sedicesima, di nuovo allo sprint dove sopravanza Kristoff al fotofinish. Coglie altri due secondi e tre terzi posti, aggiudicandosi agevolmente la classifica a punti, sua per la quinta volta consecutiva. Gli viene infine assegnato anche il numero rosso di corridore più combattivo della Grande Boucle. Il 1º agosto viene annunciato, tramite un comunicato ufficiale, il suo passaggio alla Bora: lo slovacco, in seguito alla firma di un contratto triennale, correrà con la nuova squadra a partire dalla stagione seguente.
Il 21 agosto partecipa ai Giochi Olimpici di Rio de Janeiro nella prova di mountain bike, dopo aver rinunciato a quella su strada: partito cinquantesimo e ultimo del gruppo, Sagan recupera rapidamente posizioni fino a portarsi tra i primi tre, con lo svizzero Nino Schurter e l'italiano Marco Aurelio Fontana; due forature lo costringono tuttavia a perdere progressivamente terreno e a un trentacinquesimo posto finale, a un giro di distanza dal vincitore Schurter.
Non avendo corso la Vuelta a España poiché in concomitanza con la prova olimpica, prende parte alle due gare canadesi World Tour: il 9 settembre si aggiudica il Grand Prix Cycliste de Québec davanti a Van Avermaet, mentre due giorni più tardi conclude al secondo posto il Grand Prix Cycliste de Montréal, proprio alle spalle del belga. Il 18 settembre a Plumelec, si laurea primo campione europeo della storia nella categoria Elite battendo in volata, al termine di una breve salita, il francese Julian Alaphilippe e lo spagnolo Daniel Moreno. Successivamente vince in volata la terza e la quarta tappa dell'Eneco Tour, concludendo la corsa al terzo posto e riconquistando la vetta della classifica World Tour, momentaneamente persa in favore del colombiano Nairo Quintana al termine della Vuelta. Al termine del Giro di Lombardia, ultima prova del calendario a cui non partecipa, Sagan fa definitivamente sua la classifica finale, precedendo Quintana e Froome. Il 16 ottobre ai Mondiali di Doha, Sagan si riconferma campione del mondo bissando il successo dell'anno precedente nella prova in linea, precedendo in uno sprint a ranghi ridotti il britannico Mark Cavendish e il belga Tom Boonen: lo slovacco diventa così il sesto corridore della storia ad essere riuscito a conquistare due edizioni consecutive della manifestazione iridata. Tra i vari riconoscimenti assegnatigli a fine stagione, viene insignito del Vélo d'Or, come miglior ciclista dell'anno.

### 2017: il terzo mondiale consecutivo

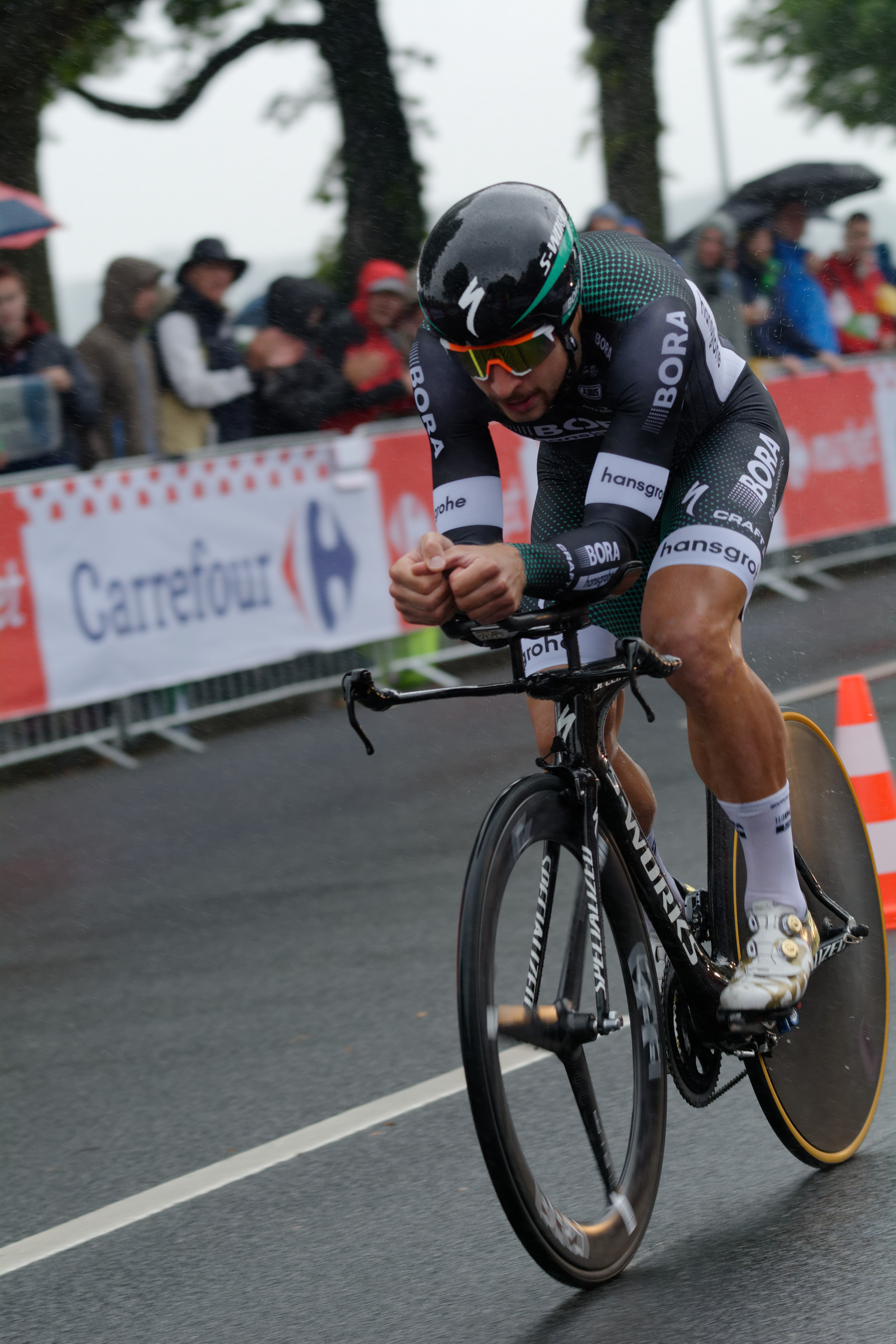
Sagan impegnato nella cronometro d'apertura del Tour de France 2017.

Passato tra le file della Bora-Hansgrohe, Sagan inizia la stagione in Australia al Tour Down Under, cogliendo tre secondi posti, tutti alle spalle del corridore di casa Caleb Ewan. Il 25 febbraio termina al secondo posto la Omloop Het Nieuwsblad, preceduto da Van Avermaet, come già avvenuto nell'edizione precedente; il giorno successivo trova invece il primo successo con il nuovo team, aggiudicandosi la Kuurne-Bruxelles-Kuurne. Ad inizio marzo è al via della Tirreno-Adriatico dove si aggiudica la terza tappa in volata e la quinta al termine di una breve rampa. Il 18 dello stesso mese termina secondo alla Milano-Sanremo, preceduto in uno sprint a tre dal polacco Michał Kwiatkowski. Nella campagna del Nord termina l'E3 Harelbeke lontano dai migliori e la Gand-Wevelgem al terzo posto, mentre al Giro delle Fiandre chiude ventisettesimo, a seguito di una caduta sull'Oude Kwaremont a circa 17 km dal traguardo. Anche alla Parigi-Roubaix chiude nelle retrovie, a oltre cinque minuti dal vincitore Van Avermaet.
Rientrato a maggio al Tour of California, fa sua in volata la terza tappa della corsa. L'avvicinamento al Tour de France prosegue al Tour de Suisse, dove si impone allo sprint nella quinta e nell'ottava tappa; il 3 luglio vince la terza tappa della Grande Boucle sullo strappo di Longwy, venendo tuttavia estromesso dalla corsa il giorno seguente, poiché ritenuto responsabile della caduta, con conseguente ritiro, di Cavendish, durante la volata finale sul traguardo di Vittel.
Torna alle gare il 29 luglio al Tour de Pologne, a sei anni di distanza dall'ultima partecipazione: vince subito in volata la tappa inaugurale, vestendo la maglia di leader per un totale di quattro giorni, e ottenendo un secondo e due terzi posti nel corso delle frazioni seguenti. Pochi giorni più tardi al BinckBank Tour fa sue allo sprint la prima e la terza tappa, terminando al settimo posto nella generale. L'8 settembre, in un finale analogo all'edizione precedente, si aggiudica il Grand Prix Cycliste de Québec, finendo invece al nono posto due giorni più tardi al Grand Prix Cycliste de Montréal. Il 24 dello stesso mese nella prova in linea dei campionati del mondo di Bergen conquista il suo terzo titolo mondiale, sopravanzando allo sprint il corridore di casa Kristoff e diventando il primo ciclista nella storia a vincere tre titoli iridati consecutivi.

### 2018: la Parigi-Roubaix

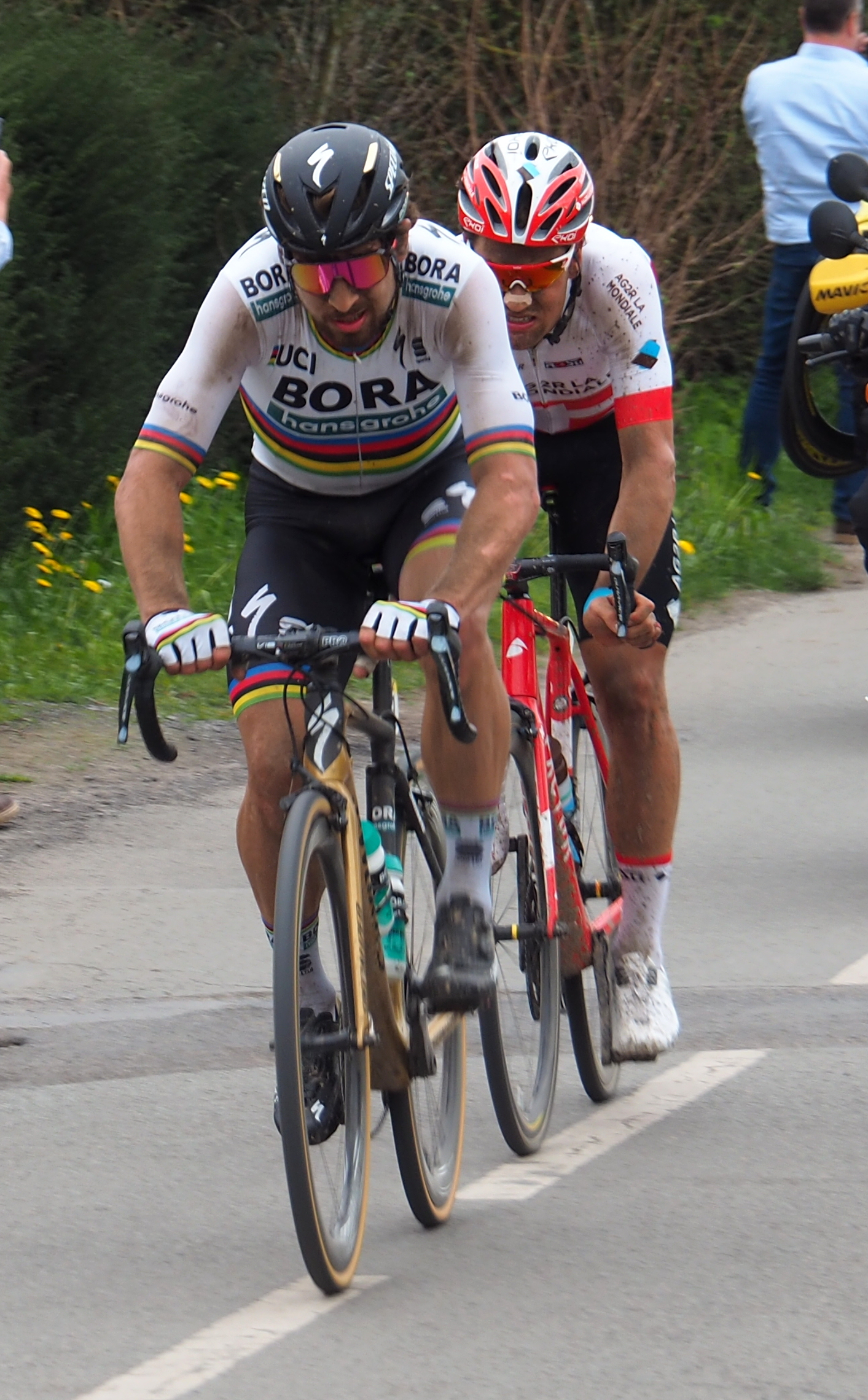
Sagan precede Silvan Dillier in un momento della Parigi-Roubaix 2018, poi vinta davanti al ciclista elvetico.

Nel 2018 Sagan debutta nuovamente in Australia, così come l'anno precedente, facendo suo il People's Choice Classic, classico criterium di apertura del Tour Down Under: qui ottiene la prima vittoria stagionale nella quarta tappa, cogliendo altri numerosi piazzamenti. Ottavo il 3 marzo alla Strade Bianche, non riesce ad imporsi in nessuna tappa della successiva Tirreno-Adriatico, dove finisce per tre volte al secondo posto. Sesto alla Milano-Sanremo, non inizia nel migliore dei modi le classiche del Nord, terminando lontano dai migliori l'E3 Harelbeke del 23 marzo, ma rifacendosi comunque due giorni più tardi vincendo in uno sprint ristretto la sua terza Gand-Wevelgem. Il 1º aprile è soltanto sesto al Giro delle Fiandre, dopo aver cercato invano di fare la differenza al termine del Paterberg, ultimo muro della Ronde; una settimana più tardi trionfa invece alla Parigi-Roubaix: in seguito a un bell'attacco in solitaria a circa 54 km dalla conclusione, riesce a riprendere e a staccare quasi tutti i reduci della fuga iniziale, per poi battere in una volata a due Silvan Dillier, unico in grado di tenere la ruota dello slovacco. Dopo aver terminato ai piedi del podio l'Amstel Gold Race una settimana più tardi, corre a maggio il Tour of California: tuttavia, contrariamente alle annate precedenti, non riesce a raccogliere alcun successo, con due terzi e due quarti posti. Il classico avvicinamento al Tour de France prosegue al Tour de Suisse, dove vince la volata della seconda tappa; il 24 giugno, dopo due anni di digiuno, si laurea per la sesta volta campione nazionale in linea.
Il ritorno alla Grande Boucle dopo la spiacevole esperienza dell'anno precedente, vede lo slovacco conquistare tre successi di tappa: la seconda, al termine della quale indossa la maglia gialla, la quinta e la tredicesima, cogliendo anche tre secondi e un terzo posto. Tuttavia, a causa delle conseguenze riportate da una caduta nella discesa del Col de Portet della sedicesima frazione, non riesce a rendere al meglio nelle due volate rimanenti, quelle della diciottesima e della ventunesima e ultima tappa, piazzandosi in entrambe ottavo; ciò nonostante fa sua con ampio margine la classifica della maglia verde, sua per la sesta volta in carriera. A tre anni dall'ultima partecipazione, a fine agosto prende il via della Vuelta a España. Durante la corsa iberica dimostra una ritrovata condizione fisica, ma, nonostante si dimostri più volte brillante nei finali di corsa, non riesce a cogliere nessun successo: sono infatti quattro i secondi e due i terzi posti, cui si aggiunge una nuova seconda piazza nella classifica a punti finale, vinta dallo spagnolo Alejandro Valverde. Chiude la stagione il 30 settembre ai Mondiali di Innsbruck: in territorio austriaco disputa l'esigente prova in linea, non portandola tuttavia a termine poiché troppo impegnativa per le sue caratteristiche.

### 2019: la settima maglia verde

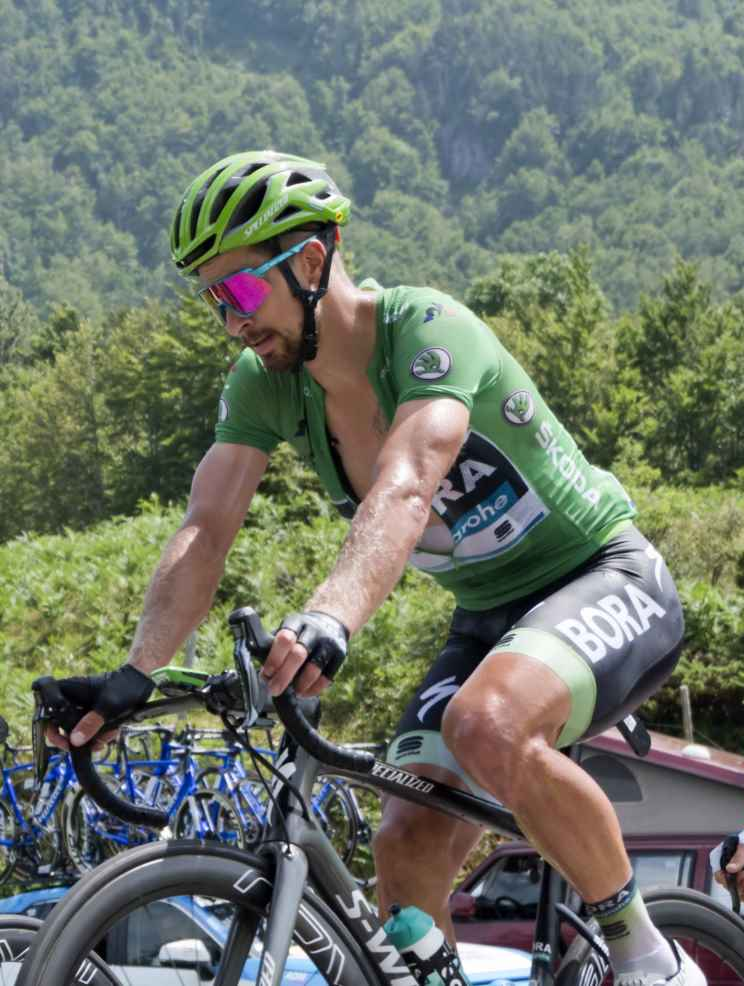
Peter Sagan con la maglia verde al Tour de France 2019.

Inizia la sua stagione, come gli scorsi 2 anni, al Tour Down Under vincendo la 3ª tappa cogliendo anche un secondo ed un terzo posto. E' al via anche della Vuelta a San Juan dove arriva più volte vicino alla vittoria, rendendosi utile anche per la vittoria del suo compagno Sam Bennett nell'ultima tappa. Dopo un periodo di stacco prende parte come di consueto alla Tirreno-Adriatico dove oltre ad un secondo posto nella seconda tappa non riesce a brillare anche per colpa di un virus che lo ha debilitato nella preparazione a fine febbraio. Questa condizione lo porta a non ottenere vittorie nelle classiche del pavé ed a ritirarsi all'Amstel e alla Freccia Vallone, rinunciando anche alla sua prima partecipazione alla Liegi-Bastoge-Liegi. Torna alle corse all'Amgen Tour of California dove vince in volata la prima tappa e finisce sul podio in altre due tappe, mostrando comunque una ritrovata condizione. Il percorso di avvicinamento al Tour de France prosegue come di consueto al Tour de Suisse dove vince la terza tappa arrivando inoltre sul podio numerose volte. Vince anche la classifica a punti. Al Tour de France comincia subito bene con un secondo posto alla prima tappa, battuto di pochi centimetri dall'olandese Mike Teunissen. Vince poi in una volata ristretta la quinta tappa, cogliendo numerosi piazzamenti che lo portano alla vittoria della sua settima maglia verde. In preparazione al mondiali di fine settembre in Yorkshire partecipa alle classiche canadesi: al Grand Prix Cycliste de Québec arriva secondo, battuto in volata da Michael Matthews e diciottesimo al Grand Prix Cycliste de Montréal. Il 29 settembre ai mondiali perde l'azione decisiva che porta alla vittoria del danese Mads Pedersen, cercando comunque con un attacco negli ultimi 10 kilometri di corsa di riportarsi nel gruppetto che si gioca la vittoria, non riuscendoci. Chiude al quinto posto.

### 2020: alla caccia dell'ottava maglia verde
Rispetto alla stagione precedente, esordisce in Argentina, alla Vuelta a San Juan, manifestazione nella quale ottiene numerosi piazzamenti e come miglior risultato il secondo posto nella frazione conclusiva. Successivamente partecipa alla Parigi-Nizza, dove conclude secondo la terza tappa. Alla ripresa delle competizioni in agosto, a seguito della pandemia di COVID-19, è al via in tre corse italiane: Strade Bianche, dove si ritira, Milano-Torino e Milano-Sanremo, dove chiude quarto in entrambe. In seguito è al via del Critérium du Dauphiné, in preparazione al Tour de France: per via di un percorso poco adatto alle sue caratteristiche non coglie alcun risultato. A fine mese è al via della Grande Boucle con l'obiettivo di cogliere la prima vittoria stagionale e l'ottava maglia verde in carriera; nella manifestazione francese, coglie numerosi piazzamenti (7 volte riesce a concludere la tappa in Top10), ma senza alcuna vittoria. Nella classifica della maglia verde, chiuderà secondo, alle spalle di Sam Bennett, con un distacco di 96 punti.
Come annunciato l'anno precedente, in ottobre è al via del suo primo Giro d'Italia, con l'obiettivo di conquistare la maglia ciclamino. Data la sovrapposizione della Corsa Rosa alle classiche del Nord, per via del nuovo calendario, non potrà prendere parte a quest'ultime. Sagan ottiene subito un secondo posto nella seconda tappa (Agrigento), dove si veste d'azzurro (maglia che perderà l'indomani), e un altro secondo nella quarta frazione (Villafranca Tirrena), dove si veste di ciclamino (maglia che perderà due giorni dopo). Nella 10ª tappa, con arrivo a Tortoreto, conquista la prima vittoria nel 2020, con una fuga partita da lontano.

### 2021: la prima maglia ciclamino

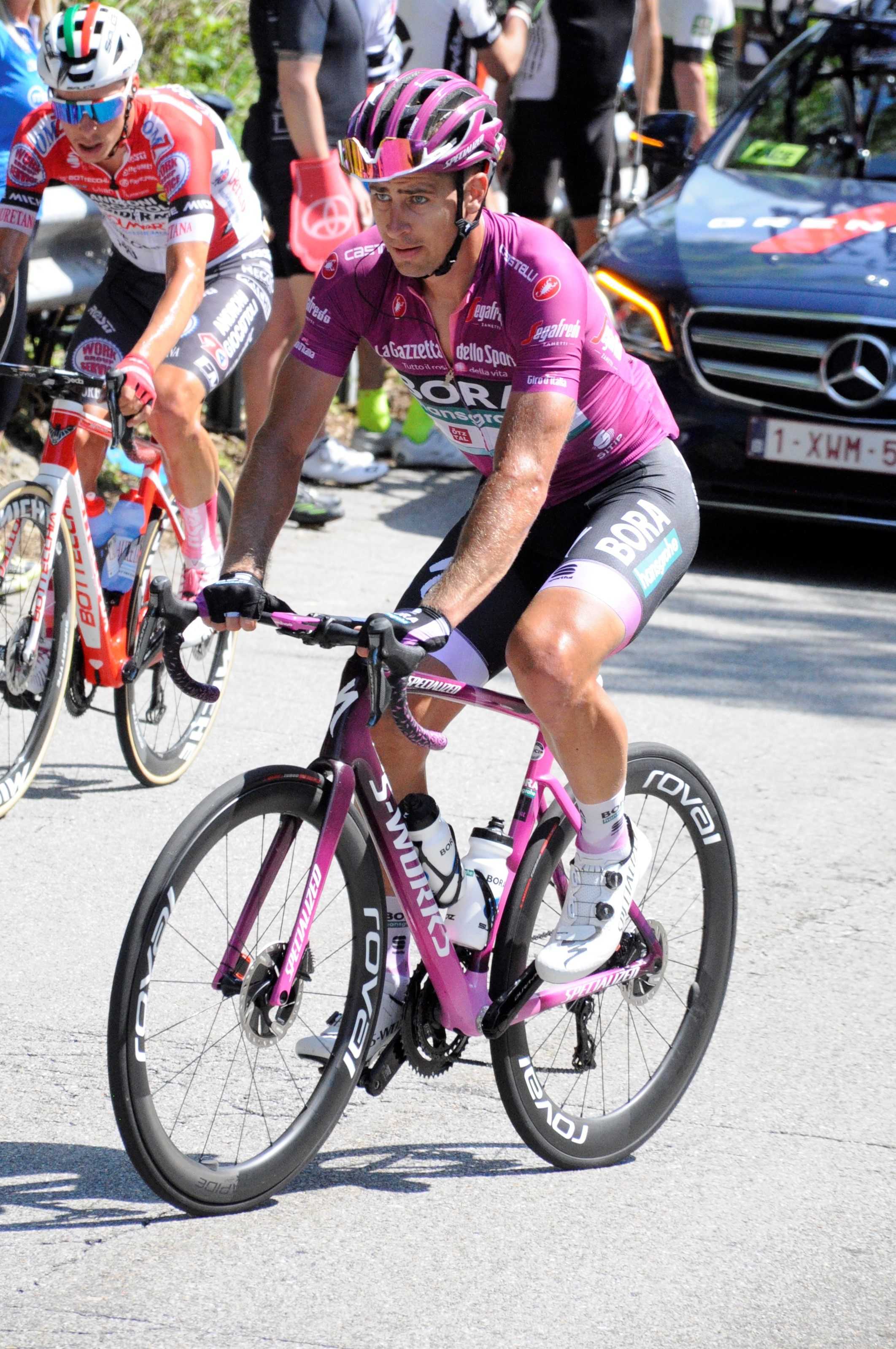
Sagan in maglia ciclamino al Giro d'Italia 2021, lungo l'ascesa verso il Passo della Colma.

Sagan si presenta per la seconda volta ai nastri di partenza del Giro per tentare l'assalto alla maglia ciclamino dopo aver fallito il primo tentativo nel 2020. Fa sua la 10ª tappa che parte da Perugia per arrivare a Montalcino. Aspettative sulla tappa confermate, gruppo compatto con le varie squadre che collaborano per i loro sprinter, Molano (UAE team) prova a partire in contropiede per far uscire allo scoperto Sagan, che infatti si vede costretto a chiudere sui metri guadagnati seguito a ruota da Gaviria (compagno di quadra di Molano). Nonostante l'imprevisto Peter compie una volata in progressione che poco lascia ai diretti avversari, la decima tappa è sua. In seguito alla vittoria di tappa raggiunge la vetta della classifica a punti con maglia ciclamino incorporata, colore che sfoggerà anche a Milano.
Pronto a una nuova battaglia per la maglia verde, vede le sue speranze annientarsi quando nella terza tappa del Tour de France, nelle fasi precedenti alla volata finale, cade per una manovra errata di Caleb Ewan (tasmaniano in forza alla Lotto Soudal). Peter si rialza immediatamente, ma il dolore e un'infezione al ginocchio lo costringeranno a dichiarare forfait prima di iniziare la dodicesima tappa.

## Palmarès

### Strada
- 2007 (Juniores)

1ª tappa Drei Etappen Rundfahrt Frankfurt (Francoforte sul Meno > Francoforte sul Meno)
4ª tappa Trofeo Karlsberg (Gersheim > Gersheim)
Campionati slovacchi, Prova in linea Juniors
- 2008 (Juniores)

3ª tappa, 2ª semitappa Corsa della Pace Juniores (Roudnice nad Labem > Roudnice nad Labem)
3ª tappa, 2ª semitappa Trofeo Karlsberg (Völklingen > Großrosseln)
1ª tappa Po Stajerski (Lenart > Lenart)
2ª tappa Po Stajerski (Maribor > Maribor)
Classifica generale Po Stajerski
4ª tappa Giro della Lunigiana (Sarzana > Casano di Ortonovo)
Classifica generale Tour of Istria
- 2009 (Dukla Trenčín Merida, tre vittorie)

Grand Prix Kooperativa
2ª tappa Dookoła Mazowsza (Zwoleń > Kozienice)
5ª tappa Dookoła Mazowsza (Wyszogród > Płock)
- 2010 (Liquigas-Doimo, cinque vittorie)

3ª tappa Parigi-Nizza (Saint-Yrieix-la-Perche > Aurillac)
5ª tappa Parigi-Nizza (Pernes-les-Fontaines > Aix-en-Provence)
1ª tappa Tour de Romandie (Porrentruy > Fleurier)
5ª tappa Tour of California (Visalia > Bakersfield)
6ª tappa Tour of California (Palmdale > Big Bear Lake)
- 2011 (Liquigas-Cannondale, quindici vittorie)

1ª tappa Giro di Sardegna (Olbia > Porto Cervo)
3ª tappa Giro di Sardegna (Orani > Lanusei)
4ª tappa Giro di Sardegna (Lanusei > Oristano)
Classifica generale Giro di Sardegna
5ª tappa Tour of California (Seaside > Paso Robles)
3ª tappa Tour de Suisse (Briga-Glis > Grindelwald)
8ª tappa Tour de Suisse (Tübach > Sciaffusa)
Campionati slovacchi, Prova in linea
4ª tappa Tour de Pologne (Oświęcim > Cieszyn)
5ª tappa Tour de Pologne (Zakopane > Zakopane)
Classifica generale Tour de Pologne
6ª tappa Vuelta a España (Úbeda > Cordova)
12ª tappa Vuelta a España (Ponteareas > Pontevedra)
21ª tappa Vuelta a España (Circuito permanente del Jarama > Madrid)
Gran Premio Industria e Commercio di Prato
- 2012 (Liquigas-Cannondale, sedici vittorie)

2ª tappa Tour of Oman (Sur > Wadi Dayqah Dam)
4ª tappa Tirreno-Adriatico (Amelia > Chieti)
1ª tappa Driedaagse De Panne - Koksijde (Middelkerke > Oudenaarde)
1ª tappa Tour of California (Santa Rosa > Santa Rosa)
2ª tappa Tour of California (San Francisco > Santa Cruz County)
3ª tappa Tour of California (San Jose > Livermore)
4ª tappa Tour of California (Sonora > Clovis)
8ª tappa Tour of California (Beverly Hills > Los Angeles)
1ª tappa Tour de Suisse (Lugano, cronometro)
3ª tappa Tour de Suisse (Martigny > Aarberg)
4ª tappa Tour de Suisse (Aarberg > Trimbach/Olten)
6ª tappa Tour de Suisse (Wittnau > Bischofszell)
Campionati slovacchi, Prova in linea
1ª tappa Tour de France (Liegi > Seraing)
3ª tappa Tour de France (Orchies > Boulogne-sur-Mer)
6ª tappa Tour de France (Épernay > Metz)
- 2013 (Cannondale Pro Cycling, ventidue vittorie)

2ª tappa Tour of Oman (Fanja in Bidbid > Al Bustan)
3ª tappa Tour of Oman (Nakhal Fort > Wadi Dayqah Dam)
Gran Premio Città di Camaiore
3ª tappa Tirreno-Adriatico (Indicatore > Narni Scalo)
6ª tappa Tirreno-Adriatico (Porto Sant'Elpidio > Porto Sant'Elpidio)
Gand-Wevelgem
1ª tappa Driedaagse De Panne - Koksijde (Middelkerke > Zottegem)
Freccia del Brabante
3ª tappa Tour of California (Palmdale > Santa Clarita)
8ª tappa Tour of California (San Francisco > Santa Rosa)
3ª tappa Tour de Suisse (Montreux > Meiringen)
8ª tappa Tour de Suisse (Zernez > Bad Ragaz)
Campionati slovacchi, Prova in linea
7ª tappa Tour de France (Montpellier > Albi)
1ª tappa USA Pro Cycling Challenge (Aspen > Aspen)
3ª tappa USA Pro Cycling Challenge (Breckenridge > Steamboat Springs)
6ª tappa USA Pro Cycling Challenge (Loveland > Fort Collins)
7ª tappa USA Pro Cycling Challenge (Denver > Denver)
Prologo Tour of Alberta (Edmonton > Edmonton, cronometro)
1ª tappa Tour of Alberta (Strathcona > Camrose)
5ª tappa Tour of Alberta (Okotoks > Calgary)
Grand Prix Cycliste de Montréal
- 2014 (Cannondale, sette vittorie)

4ª tappa Tour of Oman (Wadi Al Abiyad > Ministry of Housing)
3ª tappa Tirreno-Adriatico (Cascina > Arezzo)
E3 Harelbeke
1ª tappa Driedaagse De Panne - Koksijde (De Panne > Zottegem)
7ª tappa Tour of California (Santa Clarita > Pasadena)
3ª tappa Tour de Suisse (Sarnen > Heiden)
Campionati slovacchi, Prova in linea
- 2015 (Tinkoff-Saxo, dieci vittorie)

6ª tappa Tirreno-Adriatico (Rieti > Porto Sant'Elpidio)
4ª tappa Tour of California (Pismo Beach > Avila Beach)
6ª tappa Tour of California (Big Bear Lake, cronometro)
Classifica generale Tour of California
3ª tappa Tour de Suisse (Quinto > Olivone)
6ª tappa Tour de Suisse (Wil > Bienne)
Campionati slovacchi, Prova a cronometro
Campionati slovacchi, Prova in linea
3ª tappa Vuelta a España (Mijas > Malaga)
Campionati del mondo, Prova in linea
- 2016 (Tinkoff, quattordici vittorie)

Gand-Wevelgem
Giro delle Fiandre
1ª tappa Tour of California (San Diego > San Diego)
4ª tappa Tour of California (Morro Bay > Monterey County/Mazda Raceway Laguna Seca)
2ª tappa Tour de Suisse (Baar > Baar)
3ª tappa Tour de Suisse (Grosswangen > Rheinfelden)
2ª tappa Tour de France (Saint-Lô > Cherbourg-en-Cotentin)
11ª tappa Tour de France (Carcassonne > Montpellier)
16ª tappa Tour de France (Moirans-en-Montagne > Berna)
Grand Prix Cycliste de Québec
Campionati europei, Prova in linea
3ª tappa Eneco Tour (Blankenberge > Ardooie)
4ª tappa Eneco Tour (Aalter > Sint-Pieters-Leeuw)
Campionati del mondo, Prova in linea
- 2017 (Bora-Hansgrohe, dodici vittorie)

Kuurne-Bruxelles-Kuurne
3ª tappa Tirreno-Adriatico (Monterotondo Marittimo > Montalto di Castro)
5ª tappa Tirreno-Adriatico (Rieti > Fermo)
3ª tappa Tour of California (Pismo Beach > Morro Bay)
5ª tappa Tour de Suisse (Bex > Cevio)
8ª tappa Tour de Suisse (Sciaffusa > Sciaffusa)
3ª tappa Tour de France (Verviers > Longwy)
1ª tappa Tour de Pologne (Cracovia > Cracovia)
1ª tappa BinckBank Tour (Breda > Venray)
3ª tappa BinckBank Tour (Blankenberge > Ardooie)
Grand Prix Cycliste de Québec
Campionati del mondo, Prova in linea
- 2018 (Bora-Hansgrohe, otto vittorie)

4ª tappa Tour Down Under (Norwood > Uraidla)
Gand-Wevelgem
Parigi-Roubaix
2ª tappa Tour de Suisse (Frauenfeld > Frauenfeld)
Campionati slovacchi, Prova in linea
2ª tappa Tour de France (Mouilleron-Saint-Germain > La Roche-sur-Yon)
5ª tappa Tour de France (Lorient > Quimper)
13ª tappa Tour de France (Le Bourg-d'Oisans > Valence)
- 2019 (Bora-Hansgrohe, quattro vittorie)

3ª tappa Tour Down Under (Lobethal > Uraidla)
1ª tappa Tour of California (Sacramento > Sacramento)
3ª tappa Tour de Suisse (Flamatt > Murten)
5ª tappa Tour de France (Saint-Dié-des-Vosges > Colmar)
- 2020 (Bora-Hansgrohe, una vittoria)

10ª tappa Giro d'Italia (Lanciano > Tortoreto)
- 2021 (Bora-Hansgrohe, cinque vittorie)

6ª tappa Volta Ciclista a Catalunya (Tarragona > Mataró)
1ª tappa Tour de Romandie (Aigle > Martigny)
10ª tappa Giro d'Italia (L'Aquila > Foligno)
Campionati slovacchi, Prova in linea
Classifica generale Okolo Slovenska
- 2022 (TotalEnergies, due vittorie)

3ª tappa Tour de Suisse (Aesch > Grenchen)
Campionati slovacchi, Prova in linea

#### Altri successi
- 2007 (Juniores)

Classifica scalatori Internationale Junioren-Rundfahrt Niedersachsen
- 2008 (Juniores)

Classifica a punti Po Stajerski
Classifica scalatori Po Stajerski
- 2009 (Dukla Trenčín Merida)

Classifica a punti Giro della Regione Friuli Venezia Giulia
Classifica giovani Dookoła Mazowsza
Classifica a punti Dookoła Mazowsza
- 2010 (Liquigas-Doimo)

Classifica a punti Parigi-Nizza
Classifica giovani Tour of California
Classifica a punti Tour of California
- 2011 (Liquigas-Cannondale)

Classifica a punti Giro di Sardegna
Classifica a punti Tour of California
Classifica a punti Tour de Suisse
Classifica a punti Tour de Pologne
- 2012 (Liquigas-Cannondale)

Classifica a punti Tour of Oman
Classifica a punti Tour of California
Classifica a punti Tour de Suisse
Classifica a punti Tour de France
Criterium van Aalst
Criterium van Lommel
Leiedal Koerse
Profwielerronde van Etten-Leur
Criterium van Bavikhove
- 2013 (Cannondale Pro Cycling)

Classifica a punti Tour of California
Classifica a punti Tour de Suisse
Classifica a punti Tour de France
Classifica a punti USA Pro Cycling Challenge
Classifica a punti Tour of Alberta
Classifica giovani Saitama Criterium
- 2014 (Cannondale)

Classifica a punti Tirreno-Adriatico
Classifica a punti Tour of California
Classifica a punti Tour de Suisse
Classifica a punti Tour de France
Classifica giovani Saitama Criterium
- 2015 (Tinkoff-Saxo)

Classifica giovani Tour of Qatar
Classifica a punti Tirreno-Adriatico
Classifica a punti Tour de Suisse
Classifica a punti Tour de France
Criterium van Aalst
Profronde van Surhuisterveen
- 2016 (Tinkoff)

Classifica a punti Tirreno-Adriatico
Classifica a punti Tour of California
Classifica a punti Tour de France
Premio della Combattività Tour de France
Classifica a punti Eneco Tour
Classifica generale UCI World Tour
Saitama Criterium
- 2017 (Bora-Hansgrohe)

Classifica a punti Tirreno-Adriatico
Classifica a punti Tour of California
Classifica a punti Tour de Suisse
Classifica a punti Tour de Pologne
Classifica a punti BinckBank Tour
- 2018 (Bora-Hansgrohe)

People's Choice Classic
Classifica a punti Tour Down Under
Classifica a punti Tour de Suisse
Classifica a punti Tour de France
Criterium van Aalst
Criterium van Roeselare
Criterium van Herentals
1ª tappa Shanghai Criterium (Shanghai, cronosquadre)
2ª tappa Shanghai Criterium (Shanghai > Shanghai)
- 2019 (Bora-Hansgrohe)

Classifica a punti Tour de Suisse
Classifica a punti Tour de France
- 2021 (Bora-Hansgrohe)

Classifica a punti Giro d'Italia
Classifica a punti Okolo Slovenska
Dubai Criterium
- 2023 (TotalEnergies)

Dernycriterium Wetteren
Critérium cycliste international de Quillan
Monaco BeKing

### Ciclocross
- 2006-2007

4ª prova Budvar Cup (Plzen), Juniores
Ciclocross Krupina (Krupina)
Ziklo Kross Igorre (Igorre)
Campionati slovacchi, Juniores
Ciclocross Prievidza (Prievidza)
GP Ayuntamiento de Ispaster (Ispaster)
- 2007-2008

Ciclocross Zelenec (Zelenec)
Ciclocross Trnava (Trnava)
Ciclocross Prievidza (Prievidza)
Ziklo Kross Igorre (Igorre)
Ciclocross Nommay (Nommay)
Campionati slovacchi, Juniores
Superprestige Cyclocross Diegem, Juniores
Ispasterko Udala Sari Nagusia (Ispaster)

### Mountain bike
- 2008

Vayamundo MTB Cup (Houffalize)
Campionati europei, Cross-country Juniors
Campionati del mondo, Cross-country Juniors

## Piazzamenti

### Grandi Giri
- Giro d'Italia

2020: 92º
2021: 117º
- Tour de France

2012: 42º
2013: 82º
2014: 60º
2015: 46º
2016: 95º
2017: squalificato (4ª tappa)
2018: 71º
2019: 82º
2020: 84º
2021: non partito (12ª tappa)
2022: 115º
2023: 127º
- Vuelta a España

2011: 120º
2014: ritirato (14ª tappa)
2015: non partito (9ª tappa)
2018: 119º

### Classiche monumento
- Milano-Sanremo

2011: 17º
2012: 4º
2013: 2º
2014: 10º
2015: 4º
2016: 12º
2017: 2º
2018: 6º
2019: 4º
2020: 4°
2021: 4º
2022: 92º
2023: 44º
- Giro delle Fiandre

2011: ritirato
2012: 5º
2013: 2º
2014: 16º
2015: 4º
2016: vincitore
2017: 27º
2018: 6º
2019: 11º
2021: 15°
2023: ritirato
- Parigi-Roubaix

2010: ritirato
2011: 86º
2014: 6º
2015: 23º
2016: 11º
2017: 38º
2018: vincitore
2019: 5º
2021: 57º
2023: ritirato
- Giro di Lombardia

2010: ritirato
2013: ritirato

### Competizioni mondiali
- Campionati del mondo su strada

Aguascalientes 2007 - In linea Juniores: 4º
Città del Capo 2008 - In linea Juniores: 18º
Mendrisio 2009 - In linea Under-23: ritirato
Melbourne 2010 - In linea Elite: ritirato
Copenaghen 2011 - In linea Elite: 12º
Limburgo 2012 - Cronosquadre: 4º
Limburgo 2012 - In linea Elite: 14º
Toscana 2013 - Cronosquadre: 7º
Toscana 2013 - In linea Elite: 6º
Ponferrada 2014 - Cronosquadre: 9º
Ponferrada 2014 - In linea Elite: 43º
Richmond 2015 - Cronosquadre: 27º
Richmond 2015 - In linea Elite: vincitore
Doha 2016 - In linea Elite: vincitore
Bergen 2017 - In linea Elite: vincitore
Innsbruck 2018 - In linea Elite: ritirato
Yorkshire 2019 - In linea Elite: 5º
Fiandre 2021 - In linea Elite: 26º
Wollongong 2022 - In linea Elite: 7º
Glasgow 2023 - In linea Elite: ritirato
- Campionati del mondo di mountain bike

Val di Sole 2008 - Cross country Juniores: vincitore
Camberra 2009 - Cross country Juniores: 4°
Les Gets 2022 - Cross country Elite: 16°
Glasgow 2023 - Cross country Elite: 63°
Glasgow 2023 - Short track Elite: 37°
- Campionati del mondo di ciclocross

Hooglede-Gits 2007 - Juniores: 10º
Treviso 2008 - Juniores: 2º
- Giochi olimpici

Londra 2012 - In linea: 34º
Rio de Janeiro 2016 - Cross country: 35º
- Campionati del mondo gravel

Veneto 2022 - Elite: 14º
- Calendario mondiale UCI/UCI World Tour

Calendario mondiale UCI 2010: 44º
UCI World Tour 2011: 21º
UCI World Tour 2012: 8º
UCI World Tour 2013: 4º
UCI World Tour 2014: 15º
UCI World Tour 2015: 17º
UCI World Tour 2016: vincitore
UCI World Tour 2017: 4º
UCI World Tour 2018: 2º

### Competizioni europee
- Campionati europei su strada

Sofia 2007 - In linea Juniores: 8º
Sofia 2007 - Cronometro Juniores: 30º
Verbania 2008 - In linea Juniores: 8º
Hooglede-Gits 2009 - In linea Under-23: 10º
Plumelec 2016 - In linea Elite: vincitore
Glasgow 2018 - In linea Elite: ritirato
Trento 2021 - In linea Elite: ritirato
- Campionati europei di ciclocross

Huijbergen 2006 - Juniores: 7º
Hittnau 2007 - Juniores: 3º
- Campionati europei di mountain bike

Cappadocia 2007 - Juniores: 3º
Sankt Wendel 2008 - Juniores: vincitore
Zoetemer 2009 - Under-23: 14º

## Riconoscimenti
- Vélo d'Or miglior giovane della rivista Vélo Magazine nel 2011[137] e 2012[138]
- Sportivo slovacco dell'anno nel 2013,[139] 2015[140] e 2017[141]
- Trofeo Internazionale Flandrien del quotidiano Het Nieuwsblad nel 2015[142] e 2016[143]
- Mendrisio d'Oro del Velo Club Mendrisio nel 2015[144]
- Vélo d'Or della rivista Vélo Magazine nel 2016[105]
- Favourite500 del sito Procyclingstats.com nel 2020[145]

## Opere
- My World, Londra, Penguin Books, 2018, ISBN 978-1-787-29033-4.